# Eclipsa de Soare din 14 decembrie 2020
O eclipsă de Soare totală a avut loc la 14 decembrie 2020, la nodul descendent al Lunii pe orbită.
A fost cea de a 13-a eclipsă totală din secolul al XXI-lea, dar a 15-a trecere a umbrei Lunii peste Pământ, în acest secol. Face parte din Seria Saros 142 (având numărul 23 din cele 72 eclipse din această serie).
Eclipsa s-a produs în urmă cu 4 ani, 81 zile.
Atenție! Atunci când apare o eclipsă de Soare, sunt importante avertismentele de protejarea sănătății ochilor. Acest lucru se datorează faptului că este periculos să observi cu ochiul liber o eclipsă, fără echipament adecvat. Să nu se privească niciodată Soarele direct prin luneta astronomică / telescop / binoclu! Este necesară așezarea unui filtru solar adecvat, în fața obiectivului! În caz contrar, pierderea vederii este iremediabilă! În locul folosirii filtrelor așezate în fața obiectivului, o altă variantă sigură este proiectarea imaginii Soarelui pe un ecran, de exemplu o foaie albă de hârtie / carton.

## Vizibilitate
O eclipsă de Soare are loc atunci când Luna trece între Pământ și Soare, ascunzând astfel total sau parțial imaginea Soarelui pentru un observator de pe Pământ. O eclipsă totală de Soare apare atunci când diametrul aparent al Lunii este mai mare decât cel al Soarelui, blocând toată lumina directă a Soarelui, transformând ziua în întuneric. Totalitatea apare pe o fâșie îngustă de-a lungul suprafeței Pământului, însoțită de o eclipsă parțială de Soare, de o parte și de cealalta a acestei fâșii, într-o regiune mult mai largă, de câteva mii de kilometri. La 14 decembrie 2020, diametrul aparent al Lunii a fost mai mare, întrucât eclipsa a avut loc la doar 1,8 zile după perigeu (petrecut pe 12 decembrie 2020). Când diametrul aparent al Lunii este mai mic decât diametrul aparent al Soarelui, se produce o eclipsă inelară de Soare.
Calea urmată de eclipsa din 14 decembrie 2020 a fost similară cu aceea a eclipsei de Soare din 26 februarie 2017. A avut loc la doar 17 luni de la eclipsa de Soare din 2 iulie 2019 și, la fel ca eclipsa din 2019, a fost vizibilă și din Chile și Argentina. A fost, de asemenea, o eclipsă parțială de Soare în Bolivia, Brazilia, Ecuador, Paraguay, Peru și Uruguay.
Această eclipsă de Soare a avut loc la un an lunar după eclipsa de Soare inelară din 26 decembrie 2019.
Nu a putut fi observată din Europa.

### Chile
Totalitatea a fost vizibilă în porțiuni din regiunea Araucanía, regiunea Los Ríos și o parte foarte mică a regiunii Bío Bío. Orașele din calea eclipsei includ Temuco, Villarrica și Pucón. Totalitatea a fost vizibilă și pe Insula Mocha.

### Argentina
Totalitatea a fost, de asemenea, vizibilă în regiunea Patagonia de Nord (în special provinciile Neuquén și Río Negro), trecând prin orașe, printre care Piedra del Águila, Sierra Colorada, Ministro Ramos Mexía, Junín de los Andes și parțial în San Martín de los Andes și San Carlos de Bariloche.

## Parcurs

Parcursul eclipsei din 14 decembrie 2020 peste Pământ.

Această eclipsă totală a început în zona ecuatorială a Oceanului Pacific, apoi a coborît spre latitudini mai australe, tăind astfel parcursul eclipsei totale precedente. În continuare a atins sudul statului Chile, apoi a trecut în Patagonia, unde a avut maximul, spre amiaza locală. Apoi și-a continuat parcursul peste Oceanul Atlantic de Sud, unde a luat sfârșit în largul coastelor Namibiei. 

## Eclipse în 2020
- Eclipsa de Lună prin penumbră din 10 ianuarie.
- Eclipsa de Lună prin penumbră din 5 iunie.
- Eclipsa inelară de Soare din 21 iunie.
- Eclipsa de Lună prin penumbră din 5 iulie.
- Eclipsa de Lună prin penumbră din 30 noiembrie.
- Eclipsa totală de Soare din 14 decembrie 2020.